# Maciej Berbeka
Maciej Berbeka (17 de outubro de 1954, Zakopane, Polônia - 6 de março de 2013, Broad Peak, Baltistan) foi um montanhista polaco, guia de montanha UIAGM e membro do TOPR. Ele e o seu companheiro de equipa Tomasz Kowalski desapareceram em 6 de março de 2013 enquanto desciam de Broad Peak. Eles foram declarados mortos dois dias depois.